# Daixi (sockenhuvudort i Kina, Jiangxi Sheng, lat 28,67, long 114,63)
Daixi är en sockenhuvudort i Kina. Den ligger i provinsen Jiangxi, i den sydöstra delen av landet, omkring 120 kilometer väster om provinshuvudstaden Nanchang. Antalet invånare är 7 720. Befolkningen består av 3 563 kvinnor och 4 157 män. Barn under 15 år utgör 20,0 %, vuxna 15-64 år 72 %, och äldre över 65 år 6,0 %.
Runt Daixi är det ganska tätbefolkat, med 100 invånare per kvadratkilometer. Närmaste större samhälle är Heshi, 18,4 km norr om Daixi. I omgivningarna runt Daixi växer i huvudsak blandskog.
Genomsnittlig årsnederbörd är 2 406 millimeter. Den regnigaste månaden är maj, med i genomsnitt 404 mm nederbörd, och den torraste är oktober, med 55 mm nederbörd.